# Ceratocentron
Ceratocentron é um género botânico pertencente à família das orquídeas (Orchidaceae).